# Micrablepharus atticolus
Micrablepharus atticolus är en ödleart som beskrevs av  Rodrigues 1996. Micrablepharus atticolus ingår i släktet Micrablepharus och familjen Gymnophthalmidae. Inga underarter finns listade i Catalogue of Life.